# Conduit (Software)
Unter einem Conduit versteht man ein Hilfsprogramm bzw. einen Konverter, der es ermöglicht, Daten zwischen einem Palm-PDA und einem Desktop-PC zu synchronisieren. Nicht zu verwechseln ist Conduit mit einer Malware, einem Browser-Hijacker, der MacOS und Windows infizieren kann.
Dieses Hilfsprogramm wird beim HotSync auf dem Desktop-PC aufgerufen.
Standard-Conduits bei Palm-PDAs sind zum Beispiel die Conduits zur Synchronisation der folgenden Palm-Programme:
- Kalender
- Notizen
- Adressen
- Aufgaben

Dabei werden für unterschiedliche Desktop-PC-Programme (Outlook/Palm-Desktop) unterschiedliche Conduits mitgeliefert.
Ob ein Conduit eine Ein- oder Zwei-Wege-Synchronisation erlaubt, hängt unter anderem auch vom Conduit selbst ab.